# Piou

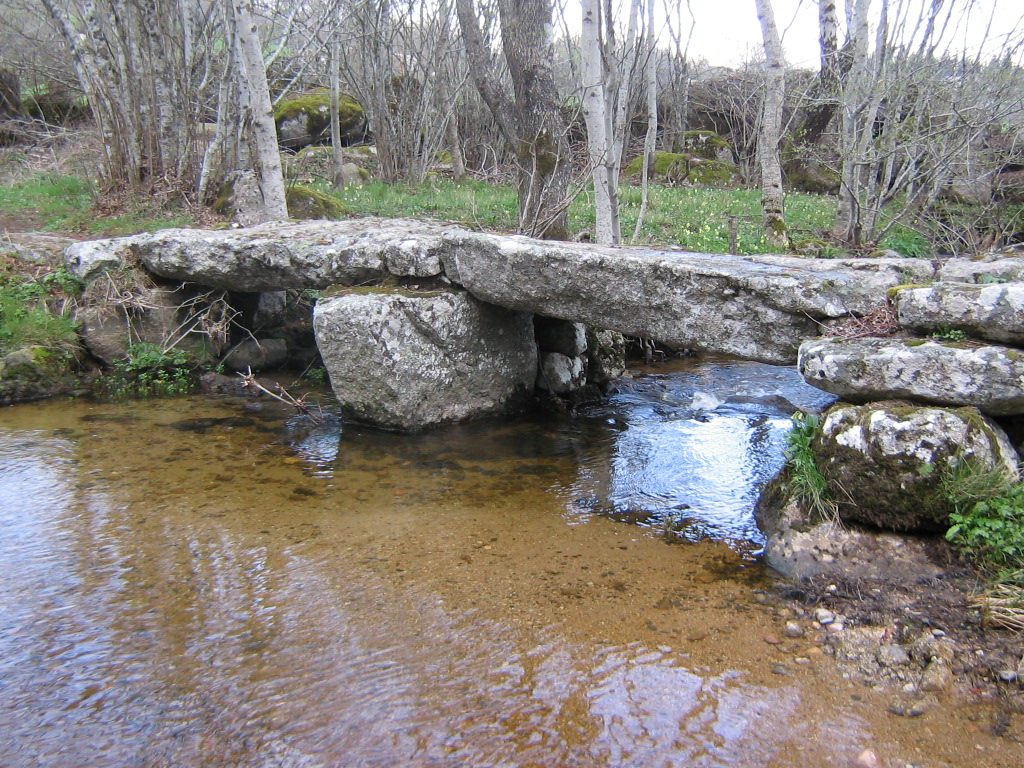
Pont mégalithique (Steinplattenbrücke) Pont de César beim Weiler Le-Mas-de-Muret

Der Piou ist ein kleiner, weitgehend naturbelassener Bergfluss im Département Lozère im Norden der französischen Region Okzitanien.

## Verlauf
Der Piou entspringt nahe dem Weiler Le Faltre in der Gemeinde Saint-Laurent-de-Muret in einer Höhe von 1321 Metern. Anschließend fließt er in südöstliche Richtung durch den Regionalen Naturpark Aubrac und mündet nach 16 Kilometern an der Gemeindegrenze von Marvejols und Chirac als rechter Nebenfluss in die Colagne.

## Ökosystem
Der Piou ist nicht durch Stauseen reguliert und seine Uferzonen sind nicht befestigt. Direkt am Fluss befindet sich keine einzige Ortschaft; auch Wanderwege entlang des Flusses gibt es nicht. Hochwässer sind nach der Schneeschmelze im Frühjahr oder nach Starkregenfällen häufig; aufgrund seines großen Höhenunterschiedes bilden sich an manchen Stellen Wasserfälle. In seinem klaren, nicht überdüngten Wasser tummeln sich an vielen Stellen Bachforellen und Flusskrebse.

## Sehenswürdigkeiten
- Steinplattenbrücke (Pont de César) beim Weiler Le-Mas-de-Muret
- Seit 1995 überquert die in nord-südlicher Richtung verlaufende Autoroute A75 (La Méridienne) in etwa 70 Meter Höhe das Flusstal des Piou.